# 쑤전창
쑤전창(중국어: 蘇貞昌, 1947년 7월 28일 ~ )은 중화민국의 정치인이다. 그는 2006년부터 2007년까지 1년간, 다시 2019년부터 현재까지 행정원장직을 맡고 있다. 행정원장 외에도 민진당 주석, 총통부 비서장, 타이베이·핑둥현장, 입법위원을 두루 거쳤다. 2008년에는 민진당 총통 후보 경선에 출마했으며, 여기서 셰창팅에게 패배한 후에는 그의 러닝메이트로 총통 선거에 출마했다. 셰창팅, 뤼슈롄, 유시쿤과 함께 민진당 4대 천왕으로 불린다.

## 생애
1947년 7월 28일 중화민국 타이완성 핑둥현에서 태어났다. 국립 타이완 대학 법률학과를 졸업한 후 군법무관으로 활동했다. 이후 1971년 변호사 시험에 합격해 변호사로 활동하다가 메이리다오 사건의 변론을 맡게 됐다. 이 사건을 계기로 정계에 입문하면서 1986년 민진당 창당에 적극 가담했는데, 이로 인해 셰창팅, 뤼슈롄, 유시쿤과 함께 민진당 4대 천왕으로 불리게 됐다. 이후 1989년에 핑둥현장으로 당선됐다. 1993년에 재선에 실패하면서 물러났지만, 1997년에 타이베이현장으로 다시 당선됐다. 이후 재선을 거쳐 2004년까지 타이베이현장을 지냈다.
2004년 천수이볜 밑에서 총통부 비서장으로 임명된 그는 2005년에는 민진당 주석으로 선출됐다. 2005년 지방 선거에서 민진당이 참패한 책임을 지고 주석직에서 사퇴했지만, 같은 이유로 행정원장에서 사임한 셰창팅의 후임으로 지명됐다. 행정원장으로 재직 시에 천수이볜이 가족 부패 추문으로 정부 운영에서 손을 떼자 이를 대신하기도 했다. 2008년 민진당 총통후보 경선에 출마했으나 셰창팅에게 큰 표차로 패배하자 행정원장에서 물러났다. 그러나 셰창팅이 부총통후보 자리에 그를 임명하면서 총통 선거에 출마하게 됐다. 본선에서는 마잉주에 밀려 낙선했다.
2010년 타이베이시 시장 선거에 출마했지만 낙선했다.
2012년 총통 선거에서 패배한 책임을 지고 차이잉원이 주석직에서 물러나자 후임으로 재선출됐다. 주석에 두 번째로 있는 동안 당 내에 중국사무위원회를 설치하고, 대중 정책 관련 회의를 개최하는 등의 활동을 통해 중국과의 관계 재정립을 모색했다. 그러나 해바라기 학생 운동 중에는 늦은 저녁에 직접 입법원에 도착해 시위자들을 격려했다.
이후 2018년에 신베이시 시장 선거에 출마했지만 역시 낙선했다.
2019년도 예산안이 입법원에서 통과된 후 라이칭더가 행정원장직에서 사임하자 차이잉원은 그를 후임으로 임명했다. 2023년 1월 31일에 천젠런에게 행정원장직을 넘겨주고 퇴임했다.

## 논란
- 2008년 천수이볜이 퇴임 후 비리 추문을 앓던 상황에서, 그의 딸인 천싱위는 "쑤전창과 셰창팅, 천쥐도 아버지가 건넨 돈을 받았다"라고 주장했다.[8] 이에 쑤전창은 "천수이볜이 자신의 선거를 도와준 점은 감사하다"라면서도 "그의 돈을 받은 적은 없다"라고 부인했다.[9]

## 역대 선거 결과
| 선거명               | 직책명   | 선거구               | 대수 | 정당           | 득표율 | 득표수      | 결과 | 당락 |
| -------------------- | -------- | -------------------- | ---- | -------------- | ------ | ----------- | ---- | ---- |
| 1981년 성의원 선거   | 성의원   | 핑둥현               | 7대  | 무소속(당와이) |        |             | 2위  | 당선 |
| 1985년 성의원 선거   | 성의원   | 핑둥현               | 8대  | 무소속(당와이) |        |             | 1위  | 당선 |
| 1989년 지방 선거     | 현장     | 핑둥현               | 11대 | 민주진보당     | 54.28% | 228,481표   | 1위  | 당선 |
| 1989년 지방 선거     | 현장     | 핑둥현               | 12대 | 민주진보당     | 48.16% | 214,495표   | 2위  | 낙선 |
| 1995년 입법위원 선거 | 입법위원 | 타이베이현 제3선거구 | 3대  | 민주진보당     | 4.67%  | 66,146표    | 4위  | 당선 |
| 1997년 지방 선거     | 현장     | 타이베이현           | 14대 | 민주진보당     | 40.67% | 571,658표   | 1위  | 당선 |
| 2001년 지방 선거     | 현장     | 타이베이현           | 15대 | 민주진보당     | 51.31% | 874,495표   | 1위  | 당선 |
| 2008년 총통 선거     | 부총통   | 타이완 지구          | 12대 | 민주진보당     | 41.55% | 5,445,239표 | 2위  | 낙선 |
| 2010년 직할시 선거   | 시장     | 타이베이시           | 5대  | 민주진보당     | 43.81% | 628,129표   | 2위  | 낙선 |
| 2012년 입법위원 선거 | 입법위원 | 비례대표 18번        | 8대  | 민주진보당     | 34.62% | 4,556,424표 | 2위  | 낙선 |
| 2018년 지방 선거     | 시장     | 신베이시             | 3대  | 민주진보당     | 48.78% | 934,774표   | 2위  | 낙선 |

## 같이 보기
- 중화민국의 정치